# 溫哥華酒店
溫哥華酒店（英語：Hotel Vancouver），又稱費爾蒙溫哥華酒店（Fairmont Hotel Vancouver），是加拿大卑詩省溫哥華一座地標性酒店，坐落溫哥華市中心漢比街和布勒街之間的一段佐治西街，樓高17層，共有556個房間，隸屬費爾蒙酒店集團。現時的溫哥華酒店是第三座同名酒店。

## 歷史
為了回報加拿大太平洋鐵路公司（CPR）興建鐵路連接加拿大東西兩端，加拿大政府將鐵路總站（即現濱海站）一帶的土地贈予CPR。CPR深知集團未來的利潤將有一大部分來自將該片土地出售從而套現，因此積極游說權力機關和富商到此置業，以提升該帶的形象並推高地價。CPR並計劃將佐治西街夾固蘭湖街一帶打造成溫哥華的核心地段，遂於固蘭湖街和豪街之間的一段佐治西街上修建第一代溫哥華酒店。酒店於1888年5月開幕，樓高4層，共有60個房間。第一代溫哥華酒店其後拆卸，原址改建成第二代溫哥華酒店，並於1916年開幕。第二代酒店呈意大利風格建築（Italianate），樓高14層。
另一方面，加拿大國家鐵路公司（CN）則計劃在漢比街和布勒街之間的一段佐治西街興建第三代溫哥華酒店。項目於1928年12月4日動土，後來卻遇上經濟大蕭條而停工。隨著國王喬治六世和王后伊利沙伯定於1939年訪問溫哥華，酒店項目獲得CPR注資並得以復工，並趕及於1939年5月國王伉儷訪問期間開幕。
第二代酒店在第二次世界大戰期間用作軍人宿舍，戰後則於1949年拆卸，原址於1960年代末至1970年代初改建成多倫多道明銀行的溫哥華總行大樓及伊頓百貨的溫哥華市中心旗艦店。

## 外部連結

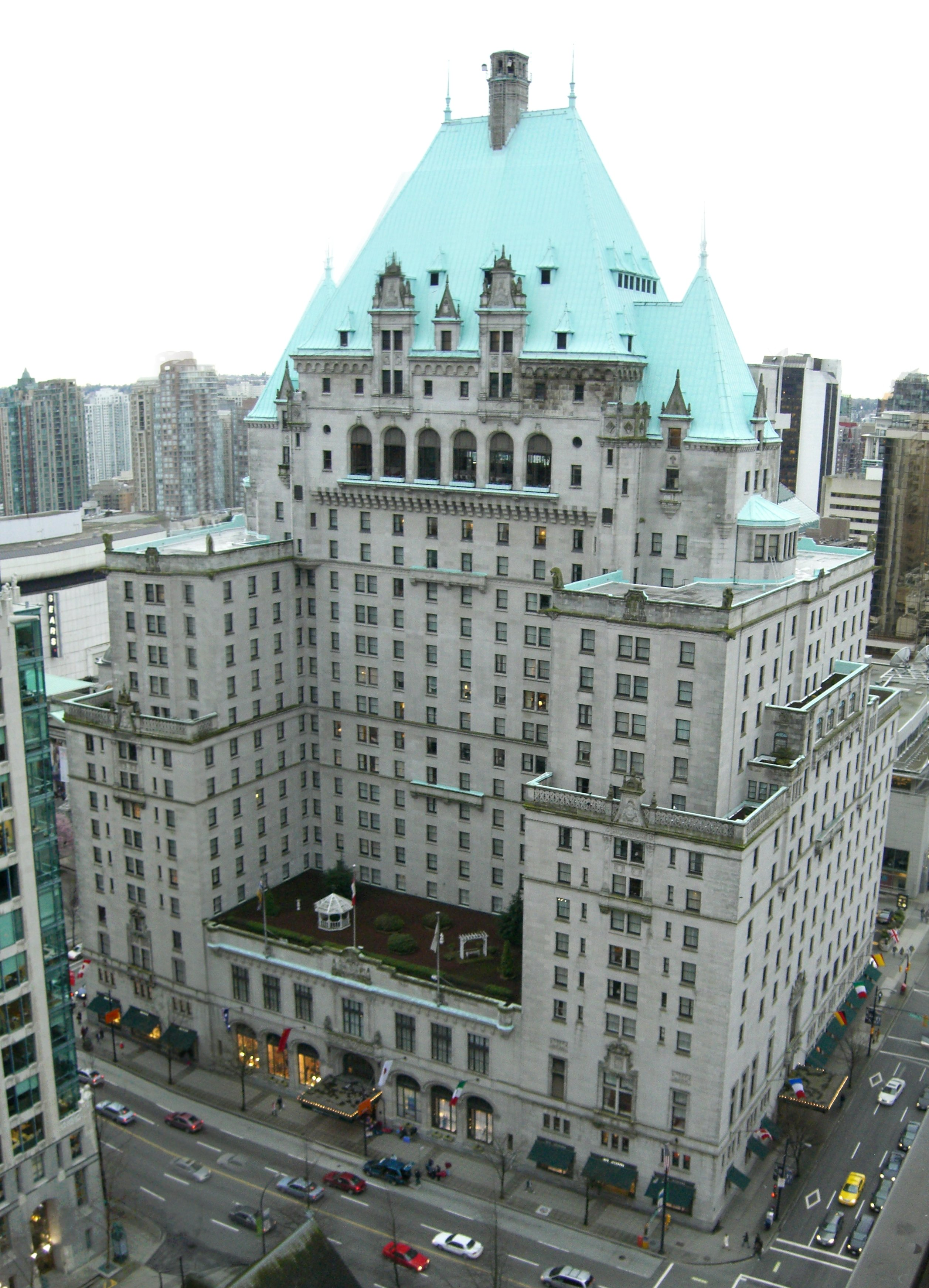
溫哥華酒店

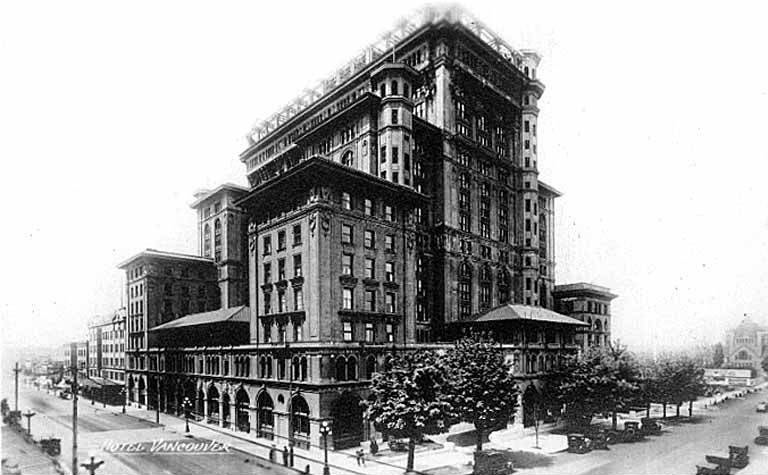
第二代溫哥華酒店

- The Fairmont Hotel Vancouver （页面存档备份，存于）－費爾蒙酒店集團網站 溫哥華酒店頁面